# Tontelea martiana
Tontelea martiana är en benvedsväxtart som först beskrevs av Johann Joseph Peyritsch, och fick sitt nu gällande namn av Albert Charles Smith. Tontelea martiana ingår i släktet Tontelea och familjen Celastraceae. Inga underarter finns listade.